# Roland Nilsson (Leichtathlet, 1948)
Roland Nilsson (Gert Roland Nilsson; * 13. September 1948 in Oppmanna, Kristianstad) ist ein ehemaliger schwedischer Geher.
Im 50-km-Gehen wurde er bei den Olympischen Spielen 1984 in Los Angeles disqualifiziert. Bei den Leichtathletik-Europameisterschaften 1986 in Stuttgart kam er auf den 19. Platz.
Seine Bestzeit über diese Distanz von 3:59:24 h stellte er 1984 auf.